# Cyamon vickersi
Cyamon vickersi är en svampdjursart som beskrevs av James Scott Bowerbank 1864. Cyamon vickersi ingår i släktet Cyamon och familjen Raspailiidae. Inga underarter finns listade i Catalogue of Life.